# 久次米一弥
久次米 一弥は、日本の神道者で、音楽家（作曲家、編曲家、音楽プロデューサー、演奏者〈雅楽奏者〉）である。、吉川八幡神社の宮司。大阪市出身。
現代雅楽を主とする音楽ユニット「天地雅楽」の主宰者かつリーダーであった。当ユニットのほぼ全ての企画・作曲・編曲・プロデュースを担当していた。
大阪市認可文化事業団体「浪速高津宮御神楽ノ会（なにわたかつのみや みかぐらのかい）」前代表。

## 略歴
代々神官を継承し、祭典雅楽および神楽を奏でてきた神道家の家に生まれる。高祖父は神官および神楽師、曽祖父は元楽部楽師で、晩年は関西を拠点に神道祭典楽会を創設した人物であったことから、姉弟は幼い頃より神社での祭典や雅楽と神楽に携わる。
大阪音楽大学付属音楽高等学校在学に作曲活動を始める。
大阪音楽大学に進学する。専攻はピアノ。この時期までニューエイジユニット「science-project」で作曲とシンセサイザーを担当し、全国各地のプラネタリウム解説BGMを多数制作していた。
大阪音楽大学の修了作品として楽曲「天地乃響」を制作。その内容は、天地雅楽の同名楽曲である。大学卒業後は、作曲家・田中邦彦らに師事する。一方で、國學院大學にて講習および検定を受け、神社本庁発布の神職階位を取得した後、神社本庁包括の別表神社 浪速高津宮および服部天神宮の神職を兼務し、吉川八幡神社・愛宕神社・稲荷神社等の宮司を務める。
2003年（平成15年）からは母校・大阪音楽大学の教職科目特別講師を務めるようにもなる。同年8月、関西の神社に奉職する神職・巫女・伶人らが音楽ユニット「天地雅楽」を結成。

### 年表
- 大阪音楽大学付属音楽高等学校卒業。
- 大阪音楽大学へ進学。ピアノ専攻。
- 1994年（平成6年）[要出典] - 音楽家として活動し始める。
- 大阪音楽大学の修了作品として楽曲「天地乃響」を制作。
- 大阪音楽大学を卒業。
- 大学卒業後 - 作曲家・田中邦彦らに師事。
- 2003年（平成15年）
  - 4月 - 母校・大阪音楽大学の教職科目特別講師を務めるようにもなる。
  - 8月 - 現代雅楽を主とする音楽ユニット「天地雅楽」の結成。
- 2004年（平成16年） - フランスツアー（パリ〜リヨン〜スイス・ジュネーブ）。
- 2006年（平成18年） - 自主発売によるCDリリースを関西エリアで開始。
- 2007年（平成19年）
  - 1月1日 - 『天地雅楽 天地乃響 〜あまつちのひびき〜』のリリース。
  - 同年中 - 活動の場を全国へと拡大。
- 2008年（平成20年）8月14日～15日 - TBSテレビ番組『坂本龍一プロデュース公演・ロハスクラシックコンサート』に出演。
- 2010年（平成22年）6月21日 - 天地雅楽が、フランスはパリの音楽祭（英語版）に出演[3]。
- 2011年（平成23年） - 天地雅楽に、ドラマーの菅沼孝三がサポートメンバーとして加入。
- 2015年 5月5日 - 天地雅楽が、大阪城ファミリーフェスティバル2015（開催地：大阪城天守閣 本丸広場 特設ステージ）に出演。[3][4]

## 天地雅楽
2003年（平成15年）8月、天地雅楽 旗揚げ。関西を中心に演奏活動を展開。旗揚げ当初よりテレビ、新聞、ラジオなど多くのメディアに取り上げられる。翌2004年（平成16年）はフランスツアー（パリ〜リヨン〜スイス・ジュネーブ）を行う。
2006年（平成18年）からは自主発売によるCDリリースを関西エリアで開始し、翌2007年（平成19年）からは活動の場を全国へと拡大した。
2008年（平成20年）8月には、TBSテレビの番組『坂本龍一プロデュース公演・ロハスクラシックコンサート』に出演し、イエロー・マジック・オーケストラ (YMO) の名曲「東風」を坂本龍一自ら演奏するエレピと共演を果たす。
2010年（平成22年）は、6月21日にフランスはパリで毎年開催されている音楽祭への出演を果たした。
2011年（平成23年）には、日本屈指のプロドラマー「手数王」の菅沼孝三がサポートメンバーとして加入。2012年発売のCDアルバム『倭ノ音霊〜やまとのおとだま〜』にも菅沼は参加している。
2013年（平成25年）から2014年（平成26年）にかけては、劇団ひまわりがプロデュースする公演舞台「飛鳥ものがたり」（2013年8月13日初日、2014年4月27日千秋楽）の音楽を担当した。また、ワコールの機能性インナーシリーズ「スゴ衣」のテレビCM音楽や、NHK BShiの番組『街道てくてく旅』の挿入曲として天地雅楽のオリジナル曲が使用されるなど、様々なテレビ番組の挿入曲およびBGMとしても、天地雅楽の個性的なサウンドが使用されるようになった。同じく2013年の7月には、フランスはパリで開催される「JAPAN EXPO」第14回大会（開催期間：7月4日-7日）に神式祭儀およびコンサートで出演している。
2014年（平成26年）12月発売のCDミニアルバム『飛鳥ものがたり』では、世界的ドラム情報サイト「DRUMMER WORLD」で世界のトップドラマー500人に選ばれた女性ドラマー・川口千里が参加した。
天地雅楽は、神社神職、巫女、伶人（雅楽奏者）から選ばれるサポートを加えて演奏メンバーを構成。ライブでは最少３名から融通無碍に構成人数を変え、プログラミング音源や異種楽器を取り入れたクロスオーバースタイルで演奏を行う。

### 主な作品
- 天地雅楽 天地乃響 〜あまつちのひびき〜 TGHB-0001（2007年1月1日リリース）
- 天地雅楽 天涯比隣 〜てんがいひりん〜 TGHB-0002（2007年4月3日リリース）
- 天地雅楽 天地開闢 〜てんちかいびゃく〜 TGHB-0003（2008年4月29日リリース）
- 天地雅楽 天壌無窮 〜てんじょうむきゅう〜 TGHB-0004（2010年7月7日リリース）
- 天地雅楽 倭ノ音霊 〜やまとのおとだま〜 TGHB-0005（2012年6月6日リリース）
- 天地雅楽 玉響 〜たまゆら〜　10周年ベストアルバム CHMCL-00001（2013年9月9日リリース）
- 天地雅楽 飛鳥ものがたり CHMCL-00002（2014年12月12日リリース）
- 天地雅楽 やまと まほろば CHMCL-00003（2017年2月11日リリース）
- magnolia ハシキヤモクレン CHMCL-00111（2017年9月9日リリース）
- Singer Oto Dance on the Beach SOTO-0001（2018年8月11日リリース）
- 天地雅楽 玉響2 〜たまゆら2〜 15周年ベストアルバム CHMCL-00004（2018年12月12日）

## 出演
- 坂本龍一プロデュース「ロハスクラシックコンサート2008」 坂本龍一（2008年8月14日、8月15日 赤坂アクトシアター、TBSテレビ）
- お坊さんバラエティ ぶっちゃけ寺（テレビ朝日）・（2015年1月12日・5月4日）